# Беттиах
Бе́ттиах (англ. Bettiah, хинди बेतिया) — город на востоке Индии, в штате Бихар, административный центр округа Западный Чампаран.

## География
Город находится на северо-западе Бихара, к востоку от реки Нараяни (Гандак), на высоте 64 метров над уровнем моря.
Беттиах расположен на расстоянии приблизительно 140 километров к северо-западу от Патны, административного центра штата и на расстоянии 735 километров к востоку-юго-востоку (ESE) от Нью-Дели, столицы страны.

## Демография
По данным официальной переписи 2011 года численность населения города составляла 132 896 человек (агломерации — 156 200 человек), из которых мужчины составляли 53 %, женщины — соответственно 47 %. Уровень грамотности взрослого населения составлял 71,2 %. Уровень грамотности среди мужчин составлял 74,7 %, среди женщин — 67,4 %. 13,7 % населения составляли дети до 6 лет.
Динамика численности населения города по годам:
| 1991   | 2001    | 2011    |
| ------ | ------- | ------- |
| 92 653 | 116 692 | 132 896 |

## Экономика и транспорт
Город является центром торговли сельскохозяйственной продукцией. Также в городе производят латунь, изделия из металла и кожаные изделия.

Сообщение Беттиаха с другими городами Индии осуществляется посредством железнодорожного и автомобильного транспорта.
Ближайший аэропорт расположен в городе Раксаул.